# Akademické mistrovství světa v orientačním běhu 2004
14. Akademické mistrovství světa v orientačním běhu proběhlo v Česku ve dnech 21. až 27. června 2004. Centrum závodů AMS byla Plzeň.
Závodů se zúčastnilo celkem 216 závodníků (123 mužů a 93 žen) z 30 zemí.

## Program závodů
Program Mistrovství světa:
| Den        | Závod                        | Centrum závodu      |
| ---------- | ---------------------------- | ------------------- |
| 23. červen | klasická trať                | Tis u Blatna        |
| 24. červen | sprint                       | Plzeň - Borský park |
| 25. červen | krátká trať                  | Plzeň               |
| 26. červen | štafety závěrečný ceremoniál | Klabava Plzeň       |

## Závod na klasické trati (Long)
| Zkrácené výsledky                                                                 | Zkrácené výsledky                                                                 | Zkrácené výsledky                                                                 | Zkrácené výsledky                                                                 | Zkrácené výsledky                                                               | Zkrácené výsledky                                                               | Zkrácené výsledky                                                               | Zkrácené výsledky                                                               |
| Muži                                                                              | Muži                                                                              | Muži                                                                              | Muži                                                                              | Ženy                                                                            | Ženy                                                                            | Ženy                                                                            | Ženy                                                                            |
| --------------------------------------------------------------------------------- | --------------------------------------------------------------------------------- | --------------------------------------------------------------------------------- | --------------------------------------------------------------------------------- | ------------------------------------------------------------------------------- | ------------------------------------------------------------------------------- | ------------------------------------------------------------------------------- | ------------------------------------------------------------------------------- |
| - Traťové parametry: 14,4 km, 430 m převýšení, 27 kontrol. - Mapa: - 80 závodníků | - Traťové parametry: 14,4 km, 430 m převýšení, 27 kontrol. - Mapa: - 80 závodníků | - Traťové parametry: 14,4 km, 430 m převýšení, 27 kontrol. - Mapa: - 80 závodníků | - Traťové parametry: 14,4 km, 430 m převýšení, 27 kontrol. - Mapa: - 80 závodníků | - Traťové parametry: 8,9 km, 300 m převýšení, 19 kontrol. - Mapa: - 66 závodnic | - Traťové parametry: 8,9 km, 300 m převýšení, 19 kontrol. - Mapa: - 66 závodnic | - Traťové parametry: 8,9 km, 300 m převýšení, 19 kontrol. - Mapa: - 66 závodnic | - Traťové parametry: 8,9 km, 300 m převýšení, 19 kontrol. - Mapa: - 66 závodnic |
| Umístění                                                                          | Jméno                                                                             | Čas                                                                               | Ztráta                                                                            | Umístění                                                                        | Jméno                                                                           | Čas                                                                             | Ztráta                                                                          |
| Zlatá medaile                                                                     | Michal Smola                                                                      | 1:22:58                                                                           |                                                                                   | Zlatá medaile                                                                   | Dana Brožková                                                                   | 1:02:19                                                                         |                                                                                 |
| Stříbrná medaile                                                                  | Petr Losman                                                                       | 1:24:32                                                                           | +1:34                                                                             | Stříbrná medaile                                                                | Marta Štěrbová                                                                  | 1:02:45                                                                         | +0:26                                                                           |
| Bronzová medaile                                                                  | Ingo Horst                                                                        | 1:25:33                                                                           | +2:35                                                                             | Bronzová medaile                                                                | Camilla Berglund                                                                | 1:06:23                                                                         | +4:04                                                                           |
| 4                                                                                 | Marian Dávidík                                                                    | 1:25:56                                                                           | +2:58                                                                             | 4                                                                               | Hannah Wootton                                                                  | 1:06:26                                                                         | +4:07                                                                           |
| 5                                                                                 | Tuomas Tervo                                                                      | 1:27:10                                                                           | +4:12                                                                             | 5                                                                               | Martina Fritschy                                                                | 1:07:04                                                                         | +4:45                                                                           |
| 6                                                                                 | Ivar Haugen                                                                       | 1:28:34                                                                           | +5:36                                                                             | 6                                                                               | Zuzana Stehnová                                                                 | 1:07:20                                                                         | +5:01                                                                           |

## Závod ve sprintu (Sprint)
| Zkrácené výsledky                                                                | Zkrácené výsledky                                                                | Zkrácené výsledky                                                                | Zkrácené výsledky                                                                | Zkrácené výsledky                                                              | Zkrácené výsledky                                                              | Zkrácené výsledky                                                              | Zkrácené výsledky                                                              |
| Muži                                                                             | Muži                                                                             | Muži                                                                             | Muži                                                                             | Ženy                                                                           | Ženy                                                                           | Ženy                                                                           | Ženy                                                                           |
| -------------------------------------------------------------------------------- | -------------------------------------------------------------------------------- | -------------------------------------------------------------------------------- | -------------------------------------------------------------------------------- | ------------------------------------------------------------------------------ | ------------------------------------------------------------------------------ | ------------------------------------------------------------------------------ | ------------------------------------------------------------------------------ |
| - Traťové parametry: 3,25 km, 30 m převýšení, 24 kontrol. - Mapa: - 63 závodníků | - Traťové parametry: 3,25 km, 30 m převýšení, 24 kontrol. - Mapa: - 63 závodníků | - Traťové parametry: 3,25 km, 30 m převýšení, 24 kontrol. - Mapa: - 63 závodníků | - Traťové parametry: 3,25 km, 30 m převýšení, 24 kontrol. - Mapa: - 63 závodníků | - Traťové parametry: 2,9 km, 25 m převýšení, 23 kontrol. - Mapa: - 44 závodnic | - Traťové parametry: 2,9 km, 25 m převýšení, 23 kontrol. - Mapa: - 44 závodnic | - Traťové parametry: 2,9 km, 25 m převýšení, 23 kontrol. - Mapa: - 44 závodnic | - Traťové parametry: 2,9 km, 25 m převýšení, 23 kontrol. - Mapa: - 44 závodnic |
| Umístění                                                                         | Jméno                                                                            | Čas                                                                              | Ztráta                                                                           | Umístění                                                                       | Jméno                                                                          | Čas                                                                            | Ztráta                                                                         |
| Zlatá medaile                                                                    | Øystein Kvaal Østerbø                                                            | 14:42                                                                            |                                                                                  | Zlatá medaile                                                                  | Marta Štěrbová                                                                 | 15:58                                                                          |                                                                                |
| Stříbrná medaile                                                                 | Christian Hansen                                                                 | 14:59                                                                            | +0:17                                                                            | Stříbrná medaile                                                               | Zuzana Macúchová                                                               | 16:06                                                                          | +0:08                                                                          |
| Bronzová medaile                                                                 | Jaromír Švihovský                                                                | 15:02                                                                            | +0:20                                                                            | Bronzová medaile                                                               | Éva Makrai                                                                     | 16:09                                                                          | +0:11                                                                          |
| Bronzová medaile                                                                 | Pavlo Ushkvarok                                                                  | 15:02                                                                            | +0:20                                                                            | Bronzová medaile                                                               | Dana Brožková                                                                  | 16:09                                                                          | +0:11                                                                          |
| 5                                                                                | Mikhail Svir                                                                     | 15:11                                                                            | +0:29                                                                            | 5                                                                              | Celine Dodin                                                                   | 16:14                                                                          | +0:16                                                                          |
| 6                                                                                | Toni Louhisola                                                                   | 15:12                                                                            | +0:30                                                                            | 6                                                                              | Elisa Dresen                                                                   | 16:39                                                                          | +0:41                                                                          |

## Závod na krátké trati (Middle)
| Zkrácené výsledky                                                                | Zkrácené výsledky                                                                | Zkrácené výsledky                                                                | Zkrácené výsledky                                                                | Zkrácené výsledky                                                               | Zkrácené výsledky                                                               | Zkrácené výsledky                                                               | Zkrácené výsledky                                                               |
| Muži                                                                             | Muži                                                                             | Muži                                                                             | Muži                                                                             | Ženy                                                                            | Ženy                                                                            | Ženy                                                                            | Ženy                                                                            |
| -------------------------------------------------------------------------------- | -------------------------------------------------------------------------------- | -------------------------------------------------------------------------------- | -------------------------------------------------------------------------------- | ------------------------------------------------------------------------------- | ------------------------------------------------------------------------------- | ------------------------------------------------------------------------------- | ------------------------------------------------------------------------------- |
| - Traťové parametry: 6,3 km, 250 m převýšení, 24 kontrol. - Mapa: - 96 závodníků | - Traťové parametry: 6,3 km, 250 m převýšení, 24 kontrol. - Mapa: - 96 závodníků | - Traťové parametry: 6,3 km, 250 m převýšení, 24 kontrol. - Mapa: - 96 závodníků | - Traťové parametry: 6,3 km, 250 m převýšení, 24 kontrol. - Mapa: - 96 závodníků | - Traťové parametry: 5,7 km, 210 m převýšení, 20 kontrol. - Mapa: - 73 závodnic | - Traťové parametry: 5,7 km, 210 m převýšení, 20 kontrol. - Mapa: - 73 závodnic | - Traťové parametry: 5,7 km, 210 m převýšení, 20 kontrol. - Mapa: - 73 závodnic | - Traťové parametry: 5,7 km, 210 m převýšení, 20 kontrol. - Mapa: - 73 závodnic |
| Umístění                                                                         | Jméno                                                                            | Čas                                                                              | Ztráta                                                                           | Umístění                                                                        | Jméno                                                                           | Čas                                                                             | Ztráta                                                                          |
| Zlatá medaile                                                                    | Marian Dávidík                                                                   | 37:27                                                                            |                                                                                  | Zlatá medaile                                                                   | Camilla Berglund                                                                | 41:18                                                                           |                                                                                 |
| Stříbrná medaile                                                                 | Michal Smola                                                                     | 38:07                                                                            | +0:40                                                                            | Stříbrná medaile                                                                | Vendula Klechová                                                                | 42:12                                                                           | +0:54                                                                           |
| Bronzová medaile                                                                 | Lukáš Barták                                                                     | 38:09                                                                            | +0:42                                                                            | Bronzová medaile                                                                | Zuzana Stehnová                                                                 | 43:30                                                                           | +2:12                                                                           |
| 4                                                                                | Francois Gonon                                                                   | 38:42                                                                            | +1:15                                                                            | 4                                                                               | Marta Florkowska                                                                | 43:48                                                                           | +2:30                                                                           |
| 5                                                                                | Tuomas Tervo                                                                     | 39:07                                                                            | +1:40                                                                            | 5                                                                               | Ekaterina Chizhikova                                                            | 44:23                                                                           | +3:05                                                                           |
| 6                                                                                | Tomáš Dlabaja                                                                    | 39:10                                                                            | +1:43                                                                            | 6                                                                               | Martina Dočkalová                                                               | 44:42                                                                           | +3:24                                                                           |

## Závod štafet (Relay)
| Zkrácené výsledky                        | Zkrácené výsledky                                                             | Zkrácené výsledky                        | Zkrácené výsledky                        | Zkrácené výsledky                        | Zkrácené výsledky                                                             | Zkrácené výsledky                        | Zkrácené výsledky                        |
| Muži                                     | Muži                                                                          | Muži                                     | Muži                                     | Ženy                                     | Ženy                                                                          | Ženy                                     | Ženy                                     |
| ---------------------------------------- | ----------------------------------------------------------------------------- | ---------------------------------------- | ---------------------------------------- | ---------------------------------------- | ----------------------------------------------------------------------------- | ---------------------------------------- | ---------------------------------------- |
| - Traťové parametry: - Mapa: - 22 štafet | - Traťové parametry: - Mapa: - 22 štafet                                      | - Traťové parametry: - Mapa: - 22 štafet | - Traťové parametry: - Mapa: - 22 štafet | - Traťové parametry: - Mapa: - 14 štafet | - Traťové parametry: - Mapa: - 14 štafet                                      | - Traťové parametry: - Mapa: - 14 štafet | - Traťové parametry: - Mapa: - 14 štafet |
| Umístění                                 | Jméno                                                                         | Čas                                      | Ztráta                                   | Umístění                                 | Jméno                                                                         | Čas                                      | Ztráta                                   |
| Zlatá medaile                            | Česko Jaromír Švihovský Tomáš Dlabaja Michal Smola Petr Losman                | 2:33:46                                  |                                          | Zlatá medaile                            | Česko Marta Štěrbová Zuzana Macúchová Martina Dočkalová Dana Brožková         | 2:31:03                                  |                                          |
| Stříbrná medaile                         | Francie Benoit Peyvel Thibaut Magne Nicolas Girsch Francois Gonon             | 2:34:31                                  | +0:45                                    | Stříbrná medaile                         | Spojené království Mhairi Mackenzie Rachael Elder Helen Palmer Hannah Wootton | 2:35:43                                  | +4:40                                    |
| Bronzová medaile                         | Slovensko Martin Piják Ondrej Piják Lukáš Barták Marian Dávidík               | 2:35:01                                  | +1:15                                    | Bronzová medaile                         | Švýcarsko Lea Wegmüller Susann Baumgartner Lea Müller Martina Fritschy        | 2:37:17                                  | +6:14                                    |
| 4                                        | Spojené království Allan Bogle Matt Crane Ewan Mccarthy Ed Nash               | 2:36:03                                  | +2:17                                    | 4                                        | Finsko Maria Pietilä Mia Junnola Pinja Satri Katri Kerkola                    | 2:38:53                                  | +7:50                                    |
| 5                                        | Ukrajina Yevgen Kandybeiy Vitalii Gavrylenko Maksym Shtelmakh Pavlo Ushkvarok | 2:36:27                                  | +2:41                                    | 5                                        | Rusko Tatiana Strizhkova Yulia Kotova Larisa Stanchenko Ekaterina Tchizhikova | 2:40:38                                  | +9:35                                    |
| 6                                        | Finsko Tuomas Tervo Janne Weckman Toni Louhisola Marten Boström               | 2:38:16                                  | +4:30                                    | 6                                        | Maďarsko Éva Makrai Eszter Zsebeházy Száva Zsigmond Bernadett Kelemen         | 2:46:12                                  | +15:09                                   |

## Medailové pořadí podle zemí
Pořadí zúčastněných zemí podle získaných medailí v jednotlivých závodech mistrovství (tzv. olympijského hodnocení).
| Medailové pořadí podle zemí | Medailové pořadí podle zemí | Medailové pořadí podle zemí | Medailové pořadí podle zemí | Medailové pořadí podle zemí | Medailové pořadí podle zemí |
| Pořadí                      | Stát                        | Zlatá medaile               | Stříbrná medaile            | Bronzová medaile            | Celkem                      |
| --------------------------- | --------------------------- | --------------------------- | --------------------------- | --------------------------- | --------------------------- |
| 1.                          | Česko                       | 5                           | 5                           | 3                           | 13                          |
| 2.                          | Slovensko                   | 1                           |                             | 2                           | 3                           |
| 3.                          | Švédsko                     | 1                           |                             | 1                           | 2                           |
| 4.                          | Norsko                      | 1                           |                             |                             | 1                           |
| 5.                          | Spojené království          |                             | 1                           |                             | 1                           |
| 6.                          | Francie                     |                             | 1                           |                             | 1                           |
| 7.                          | Dánsko                      |                             | 1                           |                             | 1                           |
| 8.                          | Ukrajina                    |                             |                             | 1                           | 1                           |
| 9.                          | Švýcarsko                   |                             |                             | 1                           | 1                           |
| 10.                         | Maďarsko                    |                             |                             | 1                           | 1                           |
| 11.                         | Německo                     |                             |                             | 1                           | 1                           |

## Česká reprezentace na AMS
Česko reprezentovalo 6 mužů a 6 žen.
| Přehled umístění českých reprezentantů | Přehled umístění českých reprezentantů | Přehled umístění českých reprezentantů | Přehled umístění českých reprezentantů | Přehled umístění českých reprezentantů | Přehled umístění českých reprezentantů |
| Kategorie                              | Jméno                                  | Klasika                                | Krátká                                 | Sprint                                 | Štafety                                |
| -------------------------------------- | -------------------------------------- | -------------------------------------- | -------------------------------------- | -------------------------------------- | -------------------------------------- |
| Ženy                                   | Dana Brožková                          | 1. místo                               | X                                      | 3. místo                               | 1. místo                               |
| Ženy                                   | Martina Dočkalová                      | X                                      | 6. místo                               | X                                      | 1. místo                               |
| Ženy                                   | Vendula Klechová                       | 11. místo                              | 2. místo                               | X                                      | X                                      |
| Ženy                                   | Zuzana Macúchová                       | X                                      | 25. místo                              | 2. místo                               | 1. místo                               |
| Ženy                                   | Zuzana Stehnová                        | 6. místo                               | 3. místo                               | X                                      | X                                      |
| Ženy                                   | Marta Štěrbová                         | 2. místo                               | X                                      | 1. místo                               | 1. místo                               |
| Muži                                   | Tomáš Dlabaja                          | 9. místo                               | 6. místo                               | X                                      | 1. místo                               |
| Muži                                   | Petr Losman                            | 2. místo                               | X                                      | disk                                   | 1. místo                               |
| Muži                                   | Michal Smola                           | 1. místo                               | 2. místo                               | X                                      | 1. místo                               |
| Muži                                   | Jaromír Švihovský                      | X                                      | 33. místo                              | 3. místo                               | 1. místo                               |
| Muži                                   | Petr Váňa                              | X                                      | 15. místo                              | X                                      | X                                      |
| Muži                                   | Jan Vodička                            | 19. místo                              | X                                      | 19. místo                              | X                                      |